# Goniolimon sewerzowii
Goniolimon sewerzowii är en triftväxtart som beskrevs av Ferdinand Gottfried Theobald Maximilian von Herder. Goniolimon sewerzowii ingår i släktet Goniolimon och familjen triftväxter. Inga underarter finns listade i Catalogue of Life.